# Beklemiševská jezera
Beklemiševská jezera (rusky Беклемишевские озёра, Читинские озёра nebo Шакшинекие озёра či Ивано-Арахлейские озёра) je skupina jezer v Zabajkalském kraji v Rusku. Nachází se západně od Čity na bažinaté náhorní plošině v nadmořské výšce do 1000 m. Na náhorní plošině se nachází rozvodí mezi povodími řek Vitim a Chilok.

## Jezera
Jezera ve skupině větší než 10 km² jsou:
| jezero           | rusky           | rozloha (km²) | délka (km) | šířka (km) | m.hl. (m) | objem (km³) | n.v. (m) |
| ---------------- | --------------- | ------------- | ---------- | ---------- | --------- | ----------- | -------- |
| Arachlej         | Арахлей         | 58,5          | 10,9       | 6,8        | 19,5      | 0,610       | 965,1    |
| Šakšinské jezero | Шакшинское      | 52,5          | 10,8       | 6,6        | 6,2       | 0,206       | 963,8    |
| Igreň            | Иргень          | —             | —          | —          | —         | —           | —        |
| Ivan             | Иван            | 16,2          | —          | —          | 5,6       | —           | —        |
| Tasej            | Тасей           | —             | —          | —          | —         | —           | —        |
| Velký Undugun    | Большой Ундугун | —             | —          | —          | —         | —           | —        |

## Vlastnosti
Jezera jsou sladkovodní, slabě mineralizovaná. Jejich rozloha se mění během roku. Zdrojem vody je především tající sníh na jaře. Na podzim jezera částečně vysychají.